# 狩野亜由美
狩野 亜由美（かりの あゆみ、1984年11月6日 - ）は、兵庫県尼崎市出身の女子ソフトボール選手（外野手）。右投左打。元豊田自動織機所属。
デンソーに所属していた狩野香寿美は実妹、豊田自動織機チームメイトの江本奈穂は西山高校在籍時の1年後輩にあたる。

## 経歴
尼崎市立大庄北中学校卒業。西山高等学校（現・京都西山高等学校）卒業。
小学3年より野球を始め、中学からソフトボールに転向する。その後進学した西山高校のソフトボール部で2000年にインターハイ準優勝、2002年には全国高校選抜大会ベスト8の成績を残す。2003年、豊田自動織機に入団し、その年の日本ジュニア代表として世界ジュニア選手権で優勝する。2006年には世界選手権大会で準優勝し、同年のアジア大会では優勝を果たした。この年、高山樹里などと共に愛知県スポーツ功労賞を受賞している。
2008年には北京オリンピックのソフトボール日本代表に選出され、チームの金メダル獲得に貢献。同年秋に紫綬褒章を受章した。
2015年シーズンをもって現役引退。

## 詳細情報

### 日本リーグ個人表彰
- 2003年 - 新人賞（野手）
- 2004年 - ベストナイン賞（外野手）
- 2007年 - 首位打者賞（.411）、ベストナイン賞（外野手）
- 2013年 - ベストナイン賞（外野手）

### 背番号
- 5（2003 - 2015）